# USS Annapolis (SSN-760)
Za druga plovila z istim imenom glejte USS Annapolis.
USS Annapolis (SSN-760) je jedrska jurišna podmornica razreda los angeles.